# Jolanda de Dreux, vojvotkinja Burgundije
Jolanda de Dreux (Yolande; 1212. – 1248.) bila je francuska plemkinja i burgundska vojvotkinja. Kći Roberta III., grofa Dreuxa i njegove žene Eleonore (Alianor) de St. Valéry, Jolanda je bila prva supruga Huga IV., burgundskog vojvode.

## Djeca
Djeca gospe Jolande i njenoga supruga:
- Margareta
- Odo, grof Neversa[1]
- Ivan, suprug dame Agneze od Dampierrea
- Adelajda Burgundska, vojvotkinja Brabanta
- Robert II., burgundski vojvoda